# José Jaime Alonso Díaz-Guerra
José Jaime Alonso Díaz-Guerra (9 de junio de 1974) es un profesor y político español, diputado por Toledo en el Congreso durante la XII legislatura

## Biografía
Diplomado en Magisterio, en la especialidad de Educación Musical, y graduado en Magisterio, en la especialidad de Primaria. Es funcionario de carrera desde 2001 como profesor de educación infantil y primaria. Entre 2011 y 2015 fue viceconsejero de Universidades e Innovación y viceconsejero de Educación, Cultura y Deportes durante el gobierno de María Dolores de Cospedal en Castilla-La Mancha. Desde 2011 hasta 2019 fue teniente de alcalde del Ayuntamiento de Fuensalida. En las elecciones generales de 2016 formó parte de las listas del Partido Popular por Toledo al Congreso, siendo elegido diputado. En 2019 encabezó las listas del PP de Fuensalida en las elecciones municipales como candidato a Alcalde, perdiendo los este por primera vez en la historia de la democracia unas elecciones en el municipio Toledano por el partido popular. Fue concejal en oposición de la corporación encabezada por el socialista Santi Vera. Y actualmente desde 2023 alcalde.